# Libro de Armagh

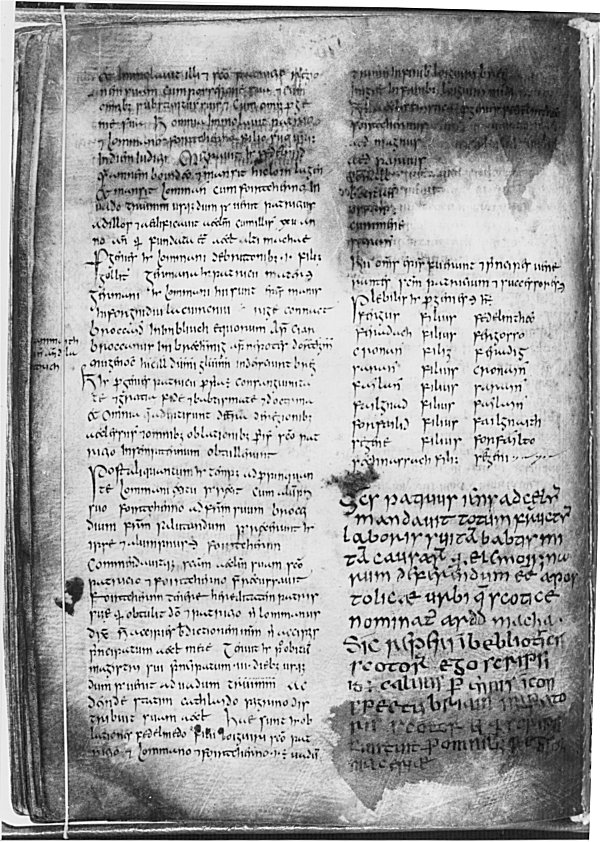
Página de texto del Libro de Armagh.

El Libro de Armagh (en la Biblioteca del Trinity College de Dublín, MS 52) es un manuscrito irlandés del siglo IX. También se lo conoce como Canon de Patricio o Liber Ar(d)machanus. Contiene algunos de los más antiguos ejemplos de gaélico escrito.
Aunque antiguamente existía una arraigada tradición de que el manuscrito perteneció a san Patricio y que, al menos en parte, había sido obra de su puño y letra, las investigaciones han determinado que al menos una parte, si no todo el manuscrito fue obra de un copista llamado Ferdomnach de Armagh (fallecido en 845 o 846). Ferdomnach escribió la primera parte del libro en 807 o 808.
Consta de 221 folios de pergamino. Mide 19,4 por 14,4 cm. El texto está escrito a doble columna, con una delicada escritura insular. El manuscrito contiene cuatro miniaturas, una de ellas con los símbolos de los cuatro evangelistas. Algunas letras se colorearon en rojo, amarillo, verde o negro. El manuscrito está asociado a una funda de cuero, que se cree es de gran antigüedad.
El manuscrito contiene importantes textos primitivos referidos a san Patricio. Entre ellos se encuentran dos Vidas de San Patricio, una redactada por Muirchu moccu Machtheni y otra por Tírechán. Ambos textos se escribieron en el siglo VII. El manuscrito contiene también otros trabajos diversos sobre san Patricio, como el Liber Angueli (o Libro del Ángel), en el que un ángel otorga a san Patricio los derechos de primado de Armagh. Algunos de estos textos están escritos en gaélico y son la más antigua muestra de narrativa en prosa en esta lengua. Los únicos textos en irlandés antiguo más antiguos son algunos fragmentos de glosas encontrados en manuscritos en el continente.
El manuscrito contiene también partes significativas del Nuevo Testamento: las Epístolas de san Pablo, la Epístola de Santiago, San Pedro, Juan y Judas, el Libro del Apocalipsis, y los Evangelios de Mateo, Marcos, Lucas y Juan. También hay textos introductorios para las Epístolas de Pablo (la mayoría escritas por Pelagio), las Tablas Canónicas de Eusebio de Cesarea, y la carta de San Jerónimo al Papa Dámaso I. El manuscrito acaba con la Vida de San Martín de Tours, de Sulpicio Severo. Los textos del Nuevo Testamento están basados en la Vulgata, aunque con las variaciones características de los textos insulares.
Las gentes de la Irlanda medieval daban un gran valor a este manuscrito. Era uno de los símbolos del Arzobispado de Armagh. La custodia del libro era un cargo importante que acabó heredándose en el seno de la familia MacMoyre. Permaneció en las manos de la familia MacMoyre hasta finales del siglo XVII. En 1707 pasó a la familia Brownlow de Lurgan. Permaneció en esta familia hasta 1853, cuando fue vendido a un anticuario irlandés, el dr. Reeves. En ese mismo año, Reeves lo vendió al Primado Anglicano de Irlanda, que lo presentó al Trinity College de Dublín.